# Béguinages Saint-Vaast et Saint-Nicolas
Le béguinage Saint-Vaast et Saint-Nicolas est un ancien béguinage situé à Cambrai (rue des Anglaises), en France.

## Historique
Le béguinage Saint-Vaast est fondé en 1354 et doté en 1636 par Marie Laloux, alors veuve. Il s'installe en 1645 dans ses bâtiments actuels.
Le béguinage Saint-Nicolas, situé non loin, le rejoint à la Révolution française. La dernière béguine le quitte en 1997.
L'ensemble des façades et des toitures fait l’objet d’un classement au titre des monuments historiques depuis le 2 août 1949.